# 8e étape du Tour de France 2025
Pour un article plus général, voir Tour de France 2025.
La 8e étape du Tour de France 2025 se déroule le samedi 12 juillet 2025 entre Saint-Méen-le-Grand et Laval (Espace Mayenne), sur une distance de 171,4 kilomètres.

## Parcours de l'étape
Au départ de Saint-Méen-le-Grand (Ille-et-Vilaine), ville de naissance du triple vainqueur du Tour des années 1950 Louison Bobet et déjà ville-départ en 2006, le parcours contourne Rennes par le nord et Liffré (km 57,7). Le sprint intermédiaire se placé à Vitré (km 85,5), sur la même ligne que la traditionnelle course de la Route Adélie de Vitré, près du château de Vitré sur la promenade Saint-Yves. Les soixante derniers kilomètres se situent en Mayenne, avec un détour par Craon (km 123,6) avant de regagner la préfecture. Laval reçoit pour la troisième fois une arrivée, après la victoire de Tom Steels en 1999 et celle sur contre-la-montre de Tadej Pogačar en 2021. La seule ascension répertoriée de la journée, la côte de Nuillé-sur-Vicoin (4e catégorie, 900 m à 3,8 %, km 155), se dresse à près de quinze kilomètres de l'arrivée mais ne présente pas de danger particulier pour l'issue de la course. Comme en 2021 lors de son inauguration, l'arrivée met en valeur l'Espace Mayenne, plus grand espace évènementiel du département. La traversée de Laval est construite comme telle : rue du Bas des Bois, pont d'Avesnières, quai Paul Boudet, rue de la Cale, boulevard Félix Grat, rue de Paris, rue de la Paix, quai Béatrix de Gavre, quai de Bootz, rue de la Filature, boulevard de la République, rond-point des Grands Prés et boulevard Pierre Elain. La ligne d'arrivée est tracée sur le périphérique de Laval, devant l'Espace Mayenne, avant le giratoire avec la route de Fougères. La succession de rond-points sur cette rocade aura sans doute par conséquence de tendre le peloton. De plus, les 1300 derniers mètres sont à 3 % de déclivité sans abri au vent, la victoire d'étape devrait revenir à un sprinteur puissant.

## Déroulement de la course
La 8e étape se déroule paisiblement, le peloton progresse à un rythme constant. Après le sprint intermédiaire de Vitré, deux coureurs de la formation TotalEnergies, Mathieu Burgaudeau et Mattéo Vercher, partent seuls en tête. Ils ne prennent guère plus d'une minute d’avance sur le peloton emmené par les équipes de sprinteurs, principalement Lidl-Trek et Intermarché-Wanty. Le duo français est repris à une dizaine de kilomètres de l’arrivée. Le sprint massif est remporté par Jonathan Milan (Lidl-Trek), qui devance Wout van Aert (Visma-Lease a Bike) d'une longueur, et reprend la tête du classement par points.

## Résultats
Cette section présente les résultats et prix obtenus au cours de l'étape.

### Classement de l'étape
| Classement de la 8e étape | Classement de la 8e étape | Classement de la 8e étape | Classement de la 8e étape | Classement de la 8e étape |
|                           | Coureur                   | Pays                      | Équipe                    | Temps                     |
| ------------------------- | ------------------------- | ------------------------- | ------------------------- | ------------------------- |
| 1er                       | Jonathan Milan            | Italie                    | Lidl-Trek                 | en 3 h 50 min 26 s        |
| 2e                        | Wout van Aert             | Belgique                  | Visma-Lease a Bike        | + 0 s                     |
| 3e                        | Kaden Groves              | Australie                 | Alpecin-Deceuninck        | + 0 s                     |
| 4e                        | Pascal Ackermann          | Allemagne                 | Israel-Premier Tech       | + 0 s                     |
| 5e                        | Arnaud De Lie             | Belgique                  | Lotto                     | + 0 s                     |
| 6e                        | Tobias Lund Andresen      | Danemark                  | Picnic-PostNL             | + 0 s                     |
| 7e                        | Bryan Coquard             | France                    | Cofidis                   | + 0 s                     |
| 8e                        | Alberto Dainese           | Italie                    | Tudor                     | + 0 s                     |
| 9e                        | Vincenzo Albanese         | Italie                    | EF Education-EasyPost     | + 0 s                     |
| 10e                       | Stian Edvardsen-Fredheim  | Norvège                   | Uno-X Mobility            | + 0 s                     |
| modifier                  |                           |                           |                           |                           |

### Bonifications en temps
|   | Coureur        | Pays      | Équipe             | Bonifications |
| - | -------------- | --------- | ------------------ | ------------- |
| 1 | Jonathan Milan | Italie    | Lidl-Trek          | 10 s          |
| 2 | Wout van Aert  | Belgique  | Visma-Lease a Bike | 6 s           |
| 3 | Kaden Groves   | Australie | Alpecin-Deceuninck | 4 s           |

### Points attribués
| Sprint intermédiaire Vitré (km 85,5) | Sprint intermédiaire Vitré (km 85,5) | Sprint intermédiaire Vitré (km 85,5) | Sprint intermédiaire Vitré (km 85,5) | Sprint intermédiaire Vitré (km 85,5) |
| ------------------------------------ | ------------------------------------ | ------------------------------------ | ------------------------------------ | ------------------------------------ |
|                                      | Coureur                              | Pays                                 | Équipe                               | Point(s)                             |
| 1er                                  | Jonathan Milan                       | Italie                               | Lidl-Trek                            | 20                                   |
| 2e                                   | Tim Merlier                          | Belgique                             | Soudal Quick-Step                    | 17                                   |
| 3e                                   | Anthony Turgis                       | France                               | TotalEnergies                        | 15                                   |
| 4e                                   | Biniam Girmay                        | Érythrée                             | Intermarché-Wanty                    | 13                                   |
| 5e                                   | Laurenz Rex                          | Belgique                             | Intermarché-Wanty                    | 11                                   |
| 6e                                   | Bryan Coquard                        | France                               | Cofidis                              | 10                                   |
| 7e                                   | Quinn Simmons                        | États-Unis                           | Lidl-Trek                            | 9                                    |
| 8e                                   | Georg Zimmermann                     | Allemagne                            | Intermarché-Wanty                    | 8                                    |
| 9e                                   | Roel van Sintmaartensdijk            | Pays-Bas                             | Intermarché-Wanty                    | 7                                    |
| 10e                                  | Neilson Powless                      | États-Unis                           | EF Education-EasyPost                | 6                                    |
| 11e                                  | Arnaud De Lie                        | Belgique                             | Lotto                                | 5                                    |
| 12e                                  | Mathieu Burgaudeau                   | France                               | TotalEnergies                        | 4                                    |
| 13e                                  | Tim Wellens                          | Belgique                             | UAE Emirates XRG                     | 3                                    |
| 14e                                  | Jonas Rickaert                       | Belgique                             | Alpecin-Deceuninck                   | 2                                    |
| 15e                                  | Tim Naberman                         | Pays-Bas                             | Picnic-PostNL                        | 1                                    |
| modifier                             |                                      |                                      |                                      |                                      |

| Arrivée d'étape Laval - Espace Mayenne (km 171,4) | Arrivée d'étape Laval - Espace Mayenne (km 171,4) | Arrivée d'étape Laval - Espace Mayenne (km 171,4) | Arrivée d'étape Laval - Espace Mayenne (km 171,4) | Arrivée d'étape Laval - Espace Mayenne (km 171,4) |
| ------------------------------------------------- | ------------------------------------------------- | ------------------------------------------------- | ------------------------------------------------- | ------------------------------------------------- |
|                                                   | Coureur                                           | Pays                                              | Équipe                                            | Point(s)                                          |
| 1er                                               | Jonathan Milan                                    | Italie                                            | Lidl-Trek                                         | 50                                                |
| 2e                                                | Wout van Aert                                     | Belgique                                          | Visma-Lease a Bike                                | 30                                                |
| 3e                                                | Kaden Groves                                      | Australie                                         | Alpecin-Deceuninck                                | 20                                                |
| 4e                                                | Pascal Ackermann                                  | Allemagne                                         | Israel-Premier Tech                               | 18                                                |
| 5e                                                | Arnaud De Lie                                     | Belgique                                          | Lotto                                             | 16                                                |
| 6e                                                | Tobias Lund Andresen                              | Danemark                                          | Picnic-PostNL                                     | 14                                                |
| 7e                                                | Bryan Coquard                                     | France                                            | Cofidis                                           | 12                                                |
| 8e                                                | Alberto Dainese                                   | Italie                                            | Tudor                                             | 10                                                |
| 9e                                                | Vincenzo Albanese                                 | Italie                                            | EF Education-EasyPost                             | 8                                                 |
| 10e                                               | Stian Edvardsen-Fredheim                          | Norvège                                           | Uno-X Mobility                                    | 7                                                 |
| 11e                                               | Danny van Poppel                                  | Pays-Bas                                          | Red Bull-Bora-Hansgrohe                           | 6                                                 |
| 12e                                               | Phil Bauhaus                                      | Allemagne                                         | Bahrain Victorious                                | 5                                                 |
| 13e                                               | Lewis Askey                                       | Royaume-Uni                                       | Groupama-FDJ                                      | 4                                                 |
| 14e                                               | Bastien Tronchon                                  | France                                            | Decathlon-AG2R La Mondiale                        | 3                                                 |
| 15e                                               | Samuel Watson                                     | Royaume-Uni                                       | Ineos Grenadiers                                  | 2                                                 |
| modifier                                          |                                                   |                                                   |                                                   |                                                   |

| Coureur        | Pays   | Équipe       | Pénalité  |
| -------------- | ------ | ------------ | --------- |
| Paul Penhoët   | France | Groupama-FDJ | 10 points |
| Jonathan Milan | Italie | Lidl-Trek    | 10 points |

### Cols et côtes
| \| Côte de Nuillé-sur-Vicoin (km 155,0) 4e catégorie (0,9 km à 3,8 %) \| Côte de Nuillé-sur-Vicoin (km 155,0) 4e catégorie (0,9 km à 3,8 %) \| Côte de Nuillé-sur-Vicoin (km 155,0) 4e catégorie (0,9 km à 3,8 %) \| Côte de Nuillé-sur-Vicoin (km 155,0) 4e catégorie (0,9 km à 3,8 %) \| Côte de Nuillé-sur-Vicoin (km 155,0) 4e catégorie (0,9 km à 3,8 %) \| \| ------------------------------------------------------------------ \| ------------------------------------------------------------------ \| ------------------------------------------------------------------ \| ------------------------------------------------------------------ \| ------------------------------------------------------------------ \| \| \| Coureur \| Pays \| Équipe \| Point(s) \| \| 1er \| Mathieu Burgaudeau \| France \| TotalEnergies \| 1 \| \| modifier \| \| \| \| \| |                    |        |               |          |
| Côte de Nuillé-sur-Vicoin (km 155,0) 4e catégorie (0,9 km à 3,8 %) |                    |        |               |          |
| | Coureur            | Pays   | Équipe        | Point(s) |
| 1er | Mathieu Burgaudeau | France | TotalEnergies | 1        |
| modifier |                    |        |               |          |

### Prix de la combativité
Deux coureurs ont été désignés co-combatifs du jour, pour la quatrième fois seulement de l'histoire du Tour de France :
- Mathieu Burgaudeau (TotalEnergies)
- Mattéo Vercher (TotalEnergies)

## Classements à l'issue de l'étape
Cette section présente le classement général et les différents classements annexes à l'issue de l'étape.

### Classement général
| Classement général | Classement général   | Classement général | Classement général      | Classement général  |
|                    | Coureur              | Pays               | Équipe                  | Temps               |
| ------------------ | -------------------- | ------------------ | ----------------------- | ------------------- |
| 1er                | Tadej Pogačar        | Slovénie           | UAE Emirates XRG        | en 29 h 48 min 30 s |
| 2e                 | Remco Evenepoel      | Belgique           | Soudal Quick-Step       | + 54 s              |
| 3e                 | Kévin Vauquelin      | France             | Arkéa-B&B Hotels        | + 1 min 11 s        |
| 4e                 | Jonas Vingegaard     | Danemark           | Visma-Lease a Bike      | + 1 min 17 s        |
| 5e                 | Mathieu van der Poel | Pays-Bas           | Alpecin-Deceuninck      | + 1 min 29 s        |
| 6e                 | Matteo Jorgenson     | États-Unis         | Visma-Lease a Bike      | + 1 min 34 s        |
| 7e                 | Oscar Onley          | Royaume-Uni        | Picnic-PostNL           | + 2 min 49 s        |
| 8e                 | Florian Lipowitz     | Allemagne          | Red Bull-Bora-Hansgrohe | + 3 min 2 s         |
| 9e                 | Primož Roglič        | Slovénie           | Red Bull-Bora-Hansgrohe | + 3 min 6 s         |
| 10e                | Mattias Skjelmose    | Danemark           | Lidl-Trek               | + 3 min 43 s        |
| modifier           |                      |                    |                         |                     |

| Classement par points | Classement par points | Classement par points | Classement par points | Classement par points |
| --------------------- | --------------------- | --------------------- | --------------------- | --------------------- |
|                       | Coureur               | Pays                  | Équipe                | Point(s)              |
| 1er                   | Jonathan Milan        | Italie                | Lidl-Trek             | 182 points            |
| 2e                    | Tadej Pogačar         | Slovénie              | UAE Emirates XRG      | 156 pts               |
| 3e                    | Biniam Girmay         | Érythrée              | Intermarché-Wanty     | 124 pts               |
| 4e                    | Mathieu van der Poel  | Pays-Bas              | Alpecin-Deceuninck    | 108 pts               |
| 5e                    | Anthony Turgis        | France                | TotalEnergies         | 93 pts                |
| 6e                    | Tim Merlier           | Belgique              | Soudal Quick-Step     | 89 pts                |
| 7e                    | Jonas Vingegaard      | Danemark              | Visma-Lease a Bike    | 80 pts                |
| 8e                    | Kaden Groves          | Australie             | Alpecin-Deceuninck    | 60 pts                |
| 9e                    | Remco Evenepoel       | Belgique              | Soudal Quick-Step     | 56 pts                |
| 10e                   | Oscar Onley           | Royaume-Uni           | Picnic-PostNL         | 56 pts                |
| modifier              |                       |                       |                       |                       |

| Classement du meilleur grimpeur | Classement du meilleur grimpeur | Classement du meilleur grimpeur | Classement du meilleur grimpeur | Classement du meilleur grimpeur |
| ------------------------------- | ------------------------------- | ------------------------------- | ------------------------------- | ------------------------------- |
|                                 | Coureur                         | Pays                            | Équipe                          | Point(s)                        |
| 1er                             | Tim Wellens                     | Belgique                        | UAE Emirates XRG                | 8 points                        |
| 2e                              | Tadej Pogačar                   | Slovénie                        | UAE Emirates XRG                | 7 pts                           |
| 3e                              | Ben Healy                       | Irlande                         | EF Education-EasyPost           | 4 pts                           |
| 4e                              | Jonas Vingegaard                | Danemark                        | Visma-Lease a Bike              | 4 pts                           |
| 5e                              | Ewen Costiou                    | France                          | Arkéa-B&B Hotels                | 3 pts                           |
| 6e                              | Michael Storer                  | Australie                       | Tudor                           | 3 pts                           |
| 7e                              | Quinn Simmons                   | États-Unis                      | Lidl-Trek                       | 2 pts                           |
| 8e                              | Lenny Martinez                  | France                          | Bahrain Victorious              | 2 pts                           |
| 9e                              | Benjamin Thomas                 | France                          | Cofidis                         | 2 pts                           |
| 10e                             | Kévin Vauquelin                 | France                          | Arkéa-B&B Hotels                | 1 pt                            |
| modifier                        |                                 |                                 |                                 |                                 |

| Classement général du meilleur jeune | Classement général du meilleur jeune | Classement général du meilleur jeune | Classement général du meilleur jeune | Classement général du meilleur jeune |
|                                      | Coureur                              | Pays                                 | Équipe                               | Temps                                |
| ------------------------------------ | ------------------------------------ | ------------------------------------ | ------------------------------------ | ------------------------------------ |
| 1er                                  | Remco Evenepoel                      | Belgique                             | Soudal Quick-Step                    | en 29 h 49 min 24 s                  |
| 2e                                   | Kévin Vauquelin                      | France                               | Arkéa-B&B Hotels                     | + 17 s                               |
| 3e                                   | Oscar Onley                          | Royaume-Uni                          | Picnic-PostNL                        | + 1 min 55 s                         |
| 4e                                   | Florian Lipowitz                     | Allemagne                            | Red Bull-Bora-Hansgrohe              | + 2 min 8 s                          |
| 5e                                   | Mattias Skjelmose                    | Danemark                             | Lidl-Trek                            | + 2 min 49 s                         |
| 6e                                   | Ben Healy                            | Irlande                              | EF Education-EasyPost                | + 3 min 1 s                          |
| 7e                                   | Carlos Rodríguez                     | Espagne                              | Ineos Grenadiers                     | + 3 min 57 s                         |
| 8e                                   | Romain Grégoire                      | France                               | Groupama-FDJ                         | + 9 min 58 s                         |
| 9e                                   | Jenno Berckmoes                      | Belgique                             | Lotto                                | + 10 min 29 s                        |
| 10e                                  | Axel Laurance                        | France                               | Ineos Grenadiers                     | + 18 min 44 s                        |
| modifier                             |                                      |                                      |                                      |                                      |

| Classement par équipes | Classement par équipes     | Classement par équipes | Classement par équipes |
|                        | Équipe                     | Pays                   | Temps                  |
| ---------------------- | -------------------------- | ---------------------- | ---------------------- |
| 1re                    | Visma-Lease a Bike         | Pays-Bas               | en 89 h 29 min 39 s    |
| 2e                     | UAE Emirates XRG           | Émirats arabes unis    | + 5 min 33 s           |
| 3e                     | Groupama-FDJ               | France                 | + 13 min 24 s          |
| 4e                     | Arkéa-B&B Hotels           | France                 | + 14 min 34 s          |
| 5e                     | Decathlon-AG2R La Mondiale | France                 | + 16 min 54 s          |
| 6e                     | Red Bull-Bora-Hansgrohe    | Allemagne              | + 20 min 53 s          |
| 7e                     | Ineos Grenadiers           | Royaume-Uni            | + 23 min 59 s          |
| 8e                     | EF Education-EasyPost      | États-Unis             | + 26 min 16 s          |
| 9e                     | TotalEnergies              | France                 | + 28 min 23 s          |
| 10e                    | Picnic-PostNL              | Pays-Bas               | + 28 min 37 s          |
| modifier               |                            |                        |                        |

## Abandon(s)
Un coureur a abandonné au cours de l'étape : 
- Eddie Dunbar (Jayco AlUla) : abandon.